# Società Fascista Ilva Bagnolese 1940-1941
Questa voce raccoglie le informazioni riguardanti la Società Fascista Ilva Bagnolese nelle competizioni ufficiali della stagione 1940-1941.

## Divise
| Casa | Trasferta |

## Rosa
| N. |                   | Ruolo | Calciatore         |
| -- | ----------------- | ----- | ------------------ |
|    | Italia (bandiera) | D     | Giuseppe Antonelli |
|    | Italia (bandiera) | D     | Matteo Apicella    |
|    | Italia (bandiera) | D     | Michele Barra      |
|    | Italia (bandiera) | A     | Renato Bizzarro    |
|    | Italia (bandiera) | A     | Attilio Botto      |
|    | Italia (bandiera) | A     | Mario Coppola      |
|    | Italia (bandiera) | D     | Dino De Caprile    |
|    | Italia (bandiera) | C     | Domenico De Nicola |
|    | Italia (bandiera) | C     | Francesco Di Paolo |
|    | Italia (bandiera) | C     | Carlo Di Virgilo   |
|    | Italia (bandiera) | D     | A. Esposito        |
|    | Italia (bandiera) | P     | Luigi Firpo        |
|    | Italia (bandiera) | A     | Diego Franzese     |
|    | Italia (bandiera) | A     | Agostino Funari    |
|    | Italia (bandiera) | C     | Antonio Funari     |

| N. |                   | Ruolo | Calciatore         |
| -- | ----------------- | ----- | ------------------ |
|    | Italia (bandiera) | C     | Michele Giangrande |
|    | Italia (bandiera) | C     | Guglielmo Glovi    |
|    | Italia (bandiera) | A     | Guglielmo Marotta  |
|    | Italia (bandiera) | A     | Felice Natale      |
|    | Italia (bandiera) | A     | Bruno Paccagnella  |
|    | Italia (bandiera) | C     | Aldo Paone         |
|    | Italia (bandiera) | D     | Giovanni Peluso    |
|    | Italia (bandiera) | D     | Vitale Piccirillo  |
|    | Italia (bandiera) | A     | Gaetano Pinto      |
|    | Italia (bandiera) | C     | Michele Ricci      |
|    | Italia (bandiera) | C     | Antonio Scotto     |
|    | Italia (bandiera) | D     | M. Siniscalchi     |
|    | Italia (bandiera) | A     | Gaetano Sosti      |
|    | Italia (bandiera) | P     | Giacomo Stacul     |
|    | Italia (bandiera) | C     | G. Stella          |

## Risultati

### Serie C

#### Girone G

##### Girone di andata
| Napoli 20 ottobre 1940 1ª giornata | Ilva Bagnolese | 0 – 0 | Borzacchini Terni | Campo dell'Ilva |

| Roma 27 ottobre 1940 2ª giornata | Alba Motor | 3 – 0 | Ilva Bagnolese |  |

| Napoli 3 novembre 1940 3ª giornata | Ilva Bagnolese | 2 – 0 | Savoia | Campo dell'Ilva |

| Perugia 10 novembre 1940 4ª giornata | Perugia | 2 – 2 | Ilva Bagnolese |  |

| Civitavecchia 17 novembre 1940 5ª giornata | Civitavecchiese | 0 – 0 | Ilva Bagnolese |  |

| Napoli 24 novembre 1940 6ª giornata | Ilva Bagnolese | 1 – 1 | Supertessile Rieti | Campo dell'Ilva |

| Cava de' Tirreni 8 dicembre 1940 7ª giornata | Cavese | 2 – 1 | Ilva Bagnolese |  |

| Napoli 15 dicembre 1940 8ª giornata | Ilva Bagnolese | 6 – 0 | Baratta Battipaglia | Campo dell'Ilva |

| Roma 22 dicembre 1940 9ª giornata | MATER | 3 – 2 | Ilva Bagnolese |  |

| Napoli 29 dicembre 1940 10ª giornata | Ilva Bagnolese | 3 – 1 | Stabia | Campo dell'Ilva |

| Foligno 5 gennaio 1941 11ª giornata | Foligno | 2 – 2 | Ilva Bagnolese |  |

| 12 gennaio 1941 12ª giornata |  | – Turno di riposo |  |  |

| L'Aquila 19 gennaio 1941 13ª giornata | L’Aquila | 1 – 1 | Ilva Bagnolese |  |

| Napoli 26 gennaio 1941 14ª giornata | Ilva Bagnolese | – N.D. | Sora | Campo dell'Ilva |

| Salerno 2 febbraio 1941 15ª giornata | Salernitana | 2 – 1 | Ilva Bagnolese |  |

##### Girone di ritorno
| Terni 23 febbraio 1941 16ª giornata | Borzacchini Terni | 2 – 1 | Ilva Bagnolese |  |

| Napoli 2 marzo 1941 17ª giornata | Ilva Bagnolese | 2 – 2 | Alba Motor | Campo dell'Ilva |

| Torre Annunziata 9 marzo 1941 18ª giornata | Savoia | 1 – 2 | Ilva Bagnolese |  |

| Napoli 16 marzo 1941 19ª giornata | Ilva Bagnolese | 2 – 0 | Perugia | Campo dell'Ilva |

| Napoli 23 marzo 1941 20ª giornata | Ilva Bagnolese | 5 – 3 | Civitavecchiese | Campo dell'Ilva |

| Rieti 30 marzo 1941 21ª giornata | Supertessile Rieti | 1 – 1 | Ilva Bagnolese |  |

| Napoli 6 aprile 1941 22ª giornata | Ilva Bagnolese | 3 – 0 | Cavese | Campo dell'Ilva |

| Battipaglia 13 aprile 1941 23ª giornata | Baratta Battipaglia | 1 – 1 | Ilva Bagnolese |  |

| Napoli 20 aprile 1941 24ª giornata | Ilva Bagnolese | 3 – 3 | MATER | Campo dell'Ilva |

| Castellammare di Stabia 27 aprile 1941 25ª giornata | Stabia | 0 – 2 | Ilva Bagnolese |  |

| Napoli 4 maggio 1941 26ª giornata | Ilva Bagnolese | 1 – 0 | Foligno | Campo dell'Ilva |

| 11 maggio 1941 27ª giornata |  | – Turno di riposo |  |  |

| Napoli 18 maggio 1941 28ª giornata | Ilva Bagnolese | 1 – 0 | L’Aquila | Campo dell'Ilva |

| Sora 25 maggio 1941 29ª giornata | Sora | – N.D. | Ilva Bagnolese |  |

| Napoli 1 giugno 1941 30ª giornata | Ilva Bagnolese | 3 – 3 | Salernitana | Campo dell'Ilva |

### Coppa Italia
| Napoli 22 settembre 1940 Qualificazioni | Ilva Bagnolese | 5 – 0 | Sora | Campo dell'Ilva |

| Battipaglia 29 settembre 1940 Primo turno | Baratta Battipaglia | 2 – 1 | Ilva Bagnolese |  |